# Taťána Kuchařová

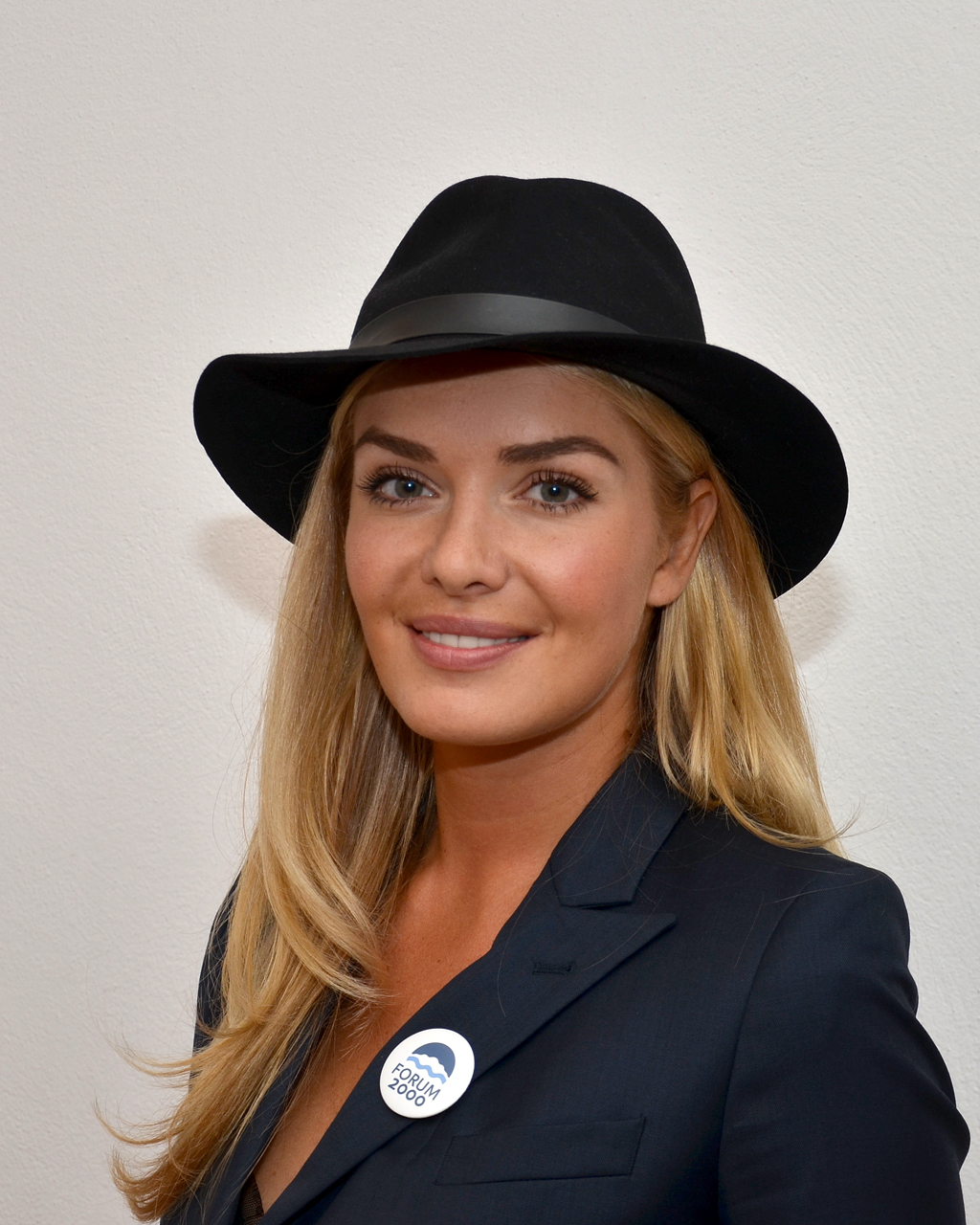
Taťána Gregor Brzobohatá (2018)

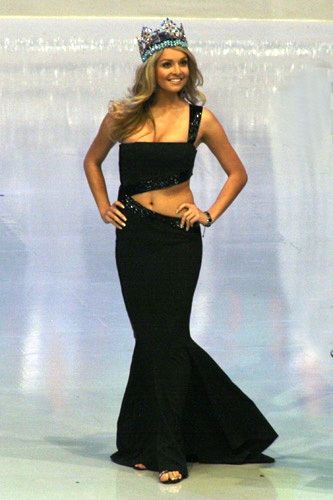
Taťána Kuchařová als Miss World 2006

Taťána Kuchařová (* 23. Dezember 1987 in Trnava, Slowakei) ist ein tschechisches Fotomodell. Bekanntheit erlangte sie dadurch, dass sie 2006 als erste Tschechin in der Geschichte des Wettbewerbs zur Miss World gewählt wurde.

## Leben
Kuchařová wuchs in Opotschno bei Königgrätz im Norden des heutigen Tschechiens auf. Kurz nach dem Abitur wurde sie zunächst zur Miss Tschechien gekürt. Bei den Wahlen zur Miss World setzte sie sich am 30. September 2006 in Warschau gegen 103 Konkurrentinnen durch. Unter den sechs Finalistinnen musste sie sich besonders gegen die zweitplatzierte Sabrina Houssami aus Australien und die drittplatzierte Iona Valentina Boitor aus Rumänien behaupten.
Gegenüber der dortigen Jury äußerte sie, dass sie an einer Universität studieren und dann ein Modell werden möchte. Zu ihren Hobbys zählten Tennis und das Reiten und ihr Lebensmotto sei, „immer optimistisch zu sein“.